# Jang Ju-won
Jang Ju-won es un escultor de Corea, nacido el año 1937. 
Es un maestro moderno de la talla coreana de jade, que ha sido designada Patrimonio Cultural Inmaterial de la Humanidad Nº 100. Jang es conocido por su refinamiento, y en gran medida autodidacta ha recuperado la talla en jade para las generaciones futuras.